# تدريب لغوي
التدريب اللغوي عبارة عن مصطلح يشير بشكل طبيعي إلى تعلم وتعليم اللغة الإنجليزية لكن مع التركيز بشكل خاص على مدرب يشجع استقلالية المتعلم أو التعلم الذاتي بين المتعلمين مرتفعي المستوى للغة. وحيث أن الجزء الأكبر من العالم المتعولم يستخدم اللغة الإنجليزية كلغة تواصل مشترك، فهناك أعداد أكبر كذلك من مستخدمين اللغة الإنجليزية أصحاب الكفاءة والذين يستفيدون بشكل أكبر من المدرب الذي يوفر الدعم اللغوي عن المدرس بالشكل التقليدي. وفي العالم المتعولم، يعد التواصل باللغة الإنجليزية وتحقيق النجاح الشخصي أمرين هامين بشكل متزايد، وبالتالي فإن التدريب اللغوي له أوجهه المشتركة مع التدريب الحياتي.